# L'Hoestova opica
L'Hoestova opica (znanstveno ime Allochrocebus lhoesti), znana tudi kot gorska opica, je vrsta zamorske mačke, ki jo najdemo v zgornjem vzhodnem porečju Konga. Večinoma živijo v gorskih gozdovih v majhnih skupinah, v katerih prevladujejo samice. Imajo temno dlako, ločimo pa jih po značilni beli bradi.

## Taksonomija
Philip Lutley Sclater je leta 1898 dal posebno ime Cercopithecus lhoesti v čast Nizozemca Françoisa L'Hoësta, direktorja živalskega vrta v Antwerpnu.
L'Hoestova opica je trenutno razvrščena kot članica rodu Allochrocebus. Prej je L'Hoestova opica vključevala takson preussi iz regije Gvinejskega zaliva kot podvrsto, zdaj pa velja za ločeno vrsto, Preussovo opico (A. preussi).
L'Hoestova opica je bila prej vključena v rod Cercopithecus. Molekularne študije, ki jih je leta 2003 objavil Anthony Tosi, so sprožile dvome o razvrstitvi L'Hoestove opice med pripadnike rodu Cercopithecus. Študije so pokazale, da je L'Hoestova opica (skupaj z drugimi v svoji skupini vrst) tesneje povezana z zamorskimi mačkami iz rodu Chlorocebus in huzarskimi opicami (rod Erythrocebus) kot z drugimi vrstami iz rodu zamorskih mačk.

## Fizične lastnosti
C. lhoesti ima kratko, temno rjavo dlako, na hrbtu je kostanjeve barve, njen trebuh je temen. Njena lica so svetlo siva s bledimi brki. Ima značilno in izrazito belo oprsnico, njena telesna dolžina je 32 do 69 cm, z 48 do 99 cm dolgim repom. Samec tehta približno 6 kilogramov, medtem ko manjša samica tehta 3,5 kilograma. Njen rep je dolg in ima na koncu kavelj. Rodijo se popolnoma kosmate in z odprtimi očmi.

## Habitat in razširjenost
L'Hoestova opica se pojavlja v severovzhodni Demokratični republiki Kongo, Ruandi, Burundiju in zahodni Ugandi. Je gozdna opica, značilna za vlažne in visoke prvotne gozdove. Zavzemala bo vrsto različnih vrst gozdnatih območij, vključno z galerijskim gozdom, zrelimi nižinskimi deževnimi gozdovi, gozdnato savano na gorskih pobočjih in gozdnimi mejami. Živela bo tudi na obdelovalnih zemljiščih. V nižinskih gozdovih daje prednost območjem, kjer se gozd obnavlja, medtem ko bo v gorskih območjih pogosto obiskovala zrelo, prepleteno, podrast pod polomljenimi krošnjami. Ena študija je ugotovila, da ta vrsta živi le nad 900 metri, druga pa je ugotovila, da le nad 610 metrov. Tretja jo je večinoma opazovala med 1500 in 2500 metri.

## Vedenje
C. lhoesti živi v dokaj majhnih skupinah, v katerih prevladujejo samice in imajo samo enega samca. Samice so običajno v sorodu, samec pa ostane le nekaj tednov ali največ nekaj let. Odrasel samec bo zelo glasno in razločno klical. Aktivne so podnevi, večinoma zgodaj zjutraj in pozno popoldne. Spijo na drevesih v sedečem položaju, običajno držijo veje ali drug drugega. Ko so vznemirjene ali vidijo, da jih opazujejo, pobegnejo in se zatečejo med drevesa, nato pa se zelo umirijo. Večinoma so talne.

### Razmnoževanje
L'Hoestova opica se razmnožuje sezonsko, pri čemer je čas odvisen od območja. Po približno petih mesecih brejosti se bo skotil en mladič. Mati običajno rodi ponoči brez stalnega mesta. Rojstvo se običajno zgodi ob koncu sušne sezone, kar omogoča laktacijo, ko je padavin največ. Pojedla bo posteljico in dojenčka do čistega polizala, medtem ko bo visel na njenem trebuhu. Druge samice v skupini bodo pokazale veliko zanimanja za novorojenčka in ga bodo poskušale zadržati. Po nekaj mesecih postane dojenje redkejše, vendar se bo nadaljevalo približno dve leti, ko pride do drugega poroda. Ko moški potomci dosežejo spolno zrelost, zapustijo skupino. Znano je, da v ujetništvu živijo več kot 30 let.

### Prehrana
V divjini je L'Hoestova opica predvsem rastlinojed, ki bo večinoma jedla sadje, gobe, zelišča, korenine in liste. Vendar bo občasno jedla tudi jajca, kuščarje in majhne ptice.